# Campionati europei di tiro da 10 metri 2018
I Campionati europei di tiro da 10 metri 2018 sono stati la 49ª edizione della competizione organizzata dalla Federazione europea di tiro. Si sono svolti dal 18 al 25 febbraio 2018 a Győr, in Ungheria.

## Podi

### Carabina
Senior
| Evento                   | Oro                  | Punti | Argento              | Punti | Bronzo       | Punti |
| Individuale maschile     | Vladimir Maslennikov | 251,0 | Aleksandr Drjagin    | 248,2 | Petar Gorsa  | 227,0 |
| Gara a squadre maschile  | Russia               | 22    | Croazia              | 18    | Ungheria     | 21 BM |
| Individuale femminile    | Stine Nielsen        | 249,1 | Katarzyna Komorowska | 248,7 | Manon Smeets | 226,8 |
| Gara a squadre femminile | Romania              | 22    | Danimarca            | 18    | Ucraina      | 21 BM |
| Gara a squadre mista     | Russia               | 498,3 | Serbia               | 495,3 | Ucraina      | 431,9 |

Juniores
| Evento                            | Oro          | Punti | Argento                | Punti | Bronzo           | Punti |
| Individuale maschile juniores     | Il'ja Marsov | 249,2 | Filip Nepejchal        | 249,0 | Grigorij Šamakov | 226,8 |
| Gara a squadre maschile juniores  | Russia       | 22    | Croazia                | 6     | Italia           | 21 BM |
| Individuale femminile juniores    | Anna Janssen | 250,3 | Anastasija Derevjagina | 249,2 | Marija Malić     | 226,7 |
| Gara a squadre femminile juniores | Germania     | 22    | Finlandia              | 10    | Russia           | 22 BM |
| Gara a squadre mista juniores     | Russia       | 498,4 | Russia                 | 494,3 | Norvegia         | 430,0 |

Youth
| Evento                      | Oro                    | Punti          | Argento          | Punti         | Bronzo                 | Punti |
| Individuale maschile youth  | Maximilian Ulbrich     | 247,1 SO: 10.5 | Grigorij Šamakov | 247,1 SO: 5.5 | Denis Gončarenko       | 221,8 |
| Individuale femminile youth | Anastasija Derevjagina | 249,2          | Sofia Benetti    | 247,0         | Wiktoria Zuzanna Bober | 224,2 |

### Pistola ad aria compressa
Senior
| Evento                   | Oro               | Punti | Argento         | Punti | Bronzo                       | Punti |
| Individuale maschile     | Yusuf Dikeç       | 241,6 | Artem Černousov | 239,8 | João Costa                   | 218,8 |
| Gara a squadre maschile  | Ucraina           | 21    | Serbia          | 15    | Germania                     | 22 BM |
| Individuale femminile    | Céline Goberville | 240,2 | Zorana Arunović | 239,8 | Bobana Momčilović Veličković | 219,0 |
| Gara a squadre femminile | Russia            | 22    | Germania        | 12    | Serbia                       | 22 BM |
| Gara a squadre mista     | Russia            | 482,8 | Serbia          | 488   | Ucraina                      | 416,6 |

Juniores
| Evento                            | Oro               | Punti | Argento           | Punti | Bronzo              | Punti |
| Individuale maschile juniores     | Anton Aristarchov | 239,7 | Alexander Petrov  | 238,9 | Aleksandr Kondrašin | 217,6 |
| Gara a squadre maschile juniores  | Russia            | 22    | Ucraina           | 8     | Germania            | 22 BM |
| Individuale femminile juniores    | Denisa Bezdecna   | 236,8 | Miroslava Minčeva | 232,5 | Iana Enina          | 213,3 |
| Gara a squadre femminile juniores | Russia            | 22    | Italia            | 10    | Bielorussia         | 22 BM |
| Gara a squadre mista juniores     | Russia            | 480,7 | Bulgaria          | 472,1 | Bulgaria            | 211,5 |

Youth
| Evento                      | Oro              | Punti | Argento      | Punti | Bronzo         | Punti |
| Individuale maschile youth  | Jason Solari     | 236,1 | Dmytro Honta | 233,2 | Ihor Solovej   | 213,7 |
| Individuale femminile youth | Gloria Fernández | 233,7 | Iana Enina   | 233,0 | Vanessa Seeger | 213,1 |

### Bersaglio mobile
Senior
| Evento                      | Oro                 | Punti | Argento             | Punti | Bronzo              | Punti  |
| Individuale maschile        | Emil Martinsson     | 6     | Jesper Nyberg       | 3     | Maksim Stepanov     | 6 BM   |
| Gara a squadre maschile     | Russia              | 1694  | Ucraina             | 1663  | Ungheria            | 1617   |
| Misto individuale maschile  | Vladislav Ščepotnik | 388   | Maksim Stepanov     | 386   | László Boros        | 385    |
| Misto a squadre maschile    | Svezia              | 1734  | Russia              | 1721  | Finlandia           | 1716   |
| Individuale femminile       | Julija Ejdenzon     | 6     | Viktorija Rybovlova | 4     | Ol'ga Stepanova     | 2 BM   |
| Gara a squadre femminile    | Russia              | 1694  | Ucraina             | 1663  | Ungheria            | 1617   |
| Misto individuale femminile | Olga Stepanova      | 381   | Julija Ejdenzon     | 3798x | Viktorija Rybovlova | 37911x |
| Misto a squadre femminile   | Russia              | 1135  | Ucraina             | 1114  | Ungheria            | 1025   |
| Gara a squadre mista        | Russia              | 6     | Russia              | 3     | Francia             | 6 BM   |

Juniores
| Evento                            | Oro           | Punti | Argento                   | Punti | Bronzo              | Punti |
| Individuale maschile juniores     | Denys Babljuk | 6     | Espen Teppdalen Nordsveen | 2     | Hovhannes Margaryan | 6 BM  |
| Gara a squadre maschile juniores  | Ucraina       | 1684  | Russia                    | 1602  | Ungheria            | 1593  |
| Gara a squadre misto maschile     | Ucraina       | 1124  | Russia                    | 1064  | Ungheria            | 1063  |
| Individuale femminile juniores    | Anna Kostina  | 6     | Ksenija Anufrieva         | 2     | Dar'ja Rožnjatovska | 6 BM  |
| Gara a squadre femminile juniores | Russia        | 1568  | Ucraina                   | 1561  | Ungheria            | 1452  |
| Gara a squadre misto femminile    | Russia        | 1067  | Ucraina                   | 1034  | Ungheria            | 961   |

## Medagliere
| Posiz. | Nazione     | Oro | Argento | Bronzo | Totale |
| ------ | ----------- | --- | ------- | ------ | ------ |
| 1      | Russia      | 22  | 14      | 7      | 43     |
| 2      | Ucraina     | 4   | 7       | 6      | 17     |
| 3      | Germania    | 3   | 1       | 3      | 7      |
| 4      | Svezia      | 2   | 2       | 0      | 4      |
| 5      | Rep. Ceca   | 1   | 1       | 0      | 2      |
| 5      | Danimarca   | 1   | 1       | 0      | 2      |
| 7      | Francia     | 1   | 0       | 1      | 2      |
| 8      | Spagna      | 1   | 0       | 0      | 1      |
| 8      | Svizzera    | 1   | 0       | 0      | 1      |
| 8      | Turchia     | 1   | 0       | 0      | 1      |
| 8      | Romania     | 1   | 0       | 0      | 1      |
| 12     | Serbia      | 0   | 4       | 3      | 7      |
| 13     | Italia      | 0   | 2       | 1      | 3      |
| 13     | Croazia     | 0   | 2       | 1      | 3      |
| 15     | Finlandia   | 0   | 1       | 1      | 2      |
| 15     | Polonia     | 0   | 1       | 1      | 2      |
| 17     | Bulgaria    | 0   | 1       | 0      | 1      |
| 18     | Ungheria    | 0   | 0       | 9      | 9      |
| 19     | Norvegia    | 0   | 0       | 2      | 2      |
| 20     | Bielorussia | 0   | 0       | 1      | 1      |
| 20     | Armenia     | 0   | 0       | 1      | 1      |
| 20     | Paesi Bassi | 0   | 0       | 1      | 1      |
| 20     | Portogallo  | 0   | 0       | 1      | 1      |
| Totale | Totale      | 38  | 38      | 38     | 114    |